# Histopona isolata
Histopona isolata är en spindelart som beskrevs av Christa L. Deeleman-Reinhold 1983. Histopona isolata ingår i släktet Histopona och familjen trattspindlar. Inga underarter finns listade i Catalogue of Life.